# Нетоличи
Знеталичи (чеш. Snětaliči) — Славянское племя, упоминаемое в IX-м веке в Баварским географе. Там же говорится, что они имеют 74 общины.

## Версии
- Словацкий ученый П. Й. Шафарик (1795—1861), помещал их в Россию[2].
- Польский историк Иоахим Лелевель (1786—1861), располагал их у Зеты — реки, в историческом государстве Дукля[3].
- Чешский историк К. В. Зап (1812—1871) считал, что топоним Нетолице является патронимом, подобно наименованию этнониму Знеталичи[4].
- Польский историк С. Закшевский (1873—1936) располагал их между Карпатами и Дунаем[2][5].
- Чешский историк А. Краличек помещал их в Богемии[2]. Он связал их название с чешским Нетолице[5].
- Чешский историк В. Ванечек (1905—1985), располагал их в Южной Богемии[5].
- Некоторые чешские историки помещают их в Киев[6].
- Другие чешские историки располагали их в Лужице[7].